# Koziata stena
Koziata stena (bulgariska: Козята стена) är ett berg i Bulgarien.   Det ligger i regionen Plovdiv, i den centrala delen av landet, 100 km öster om huvudstaden Sofia. Toppen på Koziata stena är 1 631 meter över havet.
Terrängen runt Koziata stena är kuperad åt nordväst, men åt sydost är den bergig. Koziata stena ligger uppe på en höjd som går i öst-västlig riktning. Närmaste större samhälle är Trojan, 18,3 km nordost om Koziata stena. 
I omgivningarna runt Koziata stena växer i huvudsak lövfällande lövskog. Runt Koziata stena är det ganska tätbefolkat, med 58 invånare per kvadratkilometer.